# 深藍救兵
《深藍救兵》（日語：BRIGADOON まりんとメラン）是由SUNRISE製作的動畫，在2000年7月21日至2001年2月9日期間於日本收費民營衛星電視台WOWOW播放，全26話。在香港2005年1月27日於無線兒童台首播。
漫畫版則由渡瀬のぞみ作畫，中文繁體版由台灣角川發行，單行本全2册。

## 概要
本作品是講述人類和生化兵器如何相處、交流。一對男女面對種族的差異，究竟要怎樣一起生活，甚至二人能否相愛，都是這套作品的中心主題。
在第三屆及第四屆「你最期待BD化的作品」（あなたの力でBD化プロジェクト）投票中均排行第二位，其中網上投票更獲得第一位，最終在2016年1月29日發行Blu-ray BOX特裝限定版。

## 故事
故事發生在1969年的日本，某天天空突然出現了一個異世界「布利加當」(BRIGADOON)。主角淺蔥瑪蓮被從天而降的怪物襲擊，在羅羅的引導下，瑪蓮在神社裡發現了一個供奉中的藍色小瓶。在誤打誤撞下，喚醒了封印在內的槍劍士米蘭·布魯，米蘭最終擊敗了怪物，成功救起瑪蓮。
自此之後，來自怪物的攻擊從不間斷。被任命要保護瑪蓮的米蘭，為了履行任務，不惜被同伴誤會，孤身一人留在地球戰鬥，經常身受重傷。而對自己處境不甚了解的瑪蓮，因怪物的出現，和地球與異世界之間產生了一種名為「等價崩壞」的破壞現象，兩者均波及到一般民眾，令大眾誤以為災難都是由瑪蓮引起，所以瑪蓮受到人們的排擠，甚至惹來殺身之禍。
面對諸多困境，幸好得到長屋居民等人的幫助，最後亦能平安無事。同時，在多次的戰鬥和逆境當中，瑪蓮和米蘭二人不斷互相扶持、互相依靠，逐漸建立起一段深厚的感情⋯⋯

## 登場人物

### 主要人物
淺蔥瑪蓮（配音：KAORI程文意）
本作女主角。13歲，就讀彌生中學一年級。有遠視，喜歡妄想，作品亦出現了很多妄想情節，口頭禪是「啊~哈!」（あっは〜ん！）。是名孤兒，年幼時被淺蔥夫婦收養，從此居住在東京下町的長屋。家境貧窮，因此會以派發新聞的兼職來幫補家計。性格開朗，即使遇到逆境亦能很快振作起來，是長屋裡的「開心果」。與保護自己的米蘭一起經歷不少苦難，互相加深了彼此的關係。
米蘭·布魯（Melan Blue，配音：大塚芳忠鄧肇基）
本作男主角。真實年齡不明，精神年齡約17歲。生化兵器 - 摩洛馬基亞，三槍劍士之一，以保護瑪蓮為任務。左手為槍，右手為劍。在小瓶的狀態下被供奉在根津神社內，其後被瑪蓮解放。作為一個為戰鬥而生的生化兵器，只懂執行任務的他自從與瑪蓮等人相遇後產生變化，慢慢變得像人類般有感情。食量驚人，能一次過吃掉50碗飯。
羅羅（Roro，配音：新谷真弓黃榮璋）
外貌像貓般一樣的生物，身體是綠色。神出鬼沒，會突然出現在瑪蓮和米蘭的身邊，並引導著他們。實際上在布利加當中，是中央委員會的生活向上委員長。看起來很吊兒郎當，但私底下其實是個既認真又可靠的傢伙。與露露和娜娜是好朋友。
如月萌（配音：齋藤彩夏朱妙蘭）
瑪蓮的好朋友。非常珍重和信任瑪蓮，對瑪蓮的感情接近是同性的愛。與瑪蓮相反，是個在富裕家庭中長大的大小姐，身體虛弱。在瑪蓮被欺負的時候會挺身保護瑪蓮。可是母親並不希望她與瑪蓮有親密接觸，所以會極力禁止萌和瑪蓮見面。
亞呂真（配音：綠川光黃玉娟）
看守著瑪蓮等人的謎之少年。無時無刻都在吃東西，特別是日本各地的名產。一直觀察和研究著關於布利加當的事，似乎能夠預測事情的發生，與瑪蓮剛相遇的時候，被問起是否來自未來的歷史監察員，本人並沒有否認，反而驚訝瑪蓮為什麼會知道。

### 地球

#### 長屋居民
淺蔥本（配音：愛河里花子黃鳳英）
收養瑪蓮的婆婆。非常疼愛瑪蓮，把瑪蓮當作成親女兒一樣看待。丈夫於不久前離世。會理解事物的本質，並加以包容。在家庭訪問過後，被瑪蓮的班主任稱為老師。
藍庵秀太（配音：田之中勇鄧榮銾）
是名發明家，經常創造出各式各樣的發明品。與助手米高一同居住在長屋，和淺蔥本的亡夫淺蔥元是對非常好的朋友。本來是隸屬於舊日本軍的秘密研究所，但因拒絕協助開發殺人武器而辭職。
米高·威特（Mike White，配音：岩田光央盧志傑）
美國青年，是秀太的助手。因拒絕從軍而逃離到長屋，喜歡純。
桃井三姊妹（配音：柚木涼香黃玉娟、謝潔貞、伍秀霞）
三姊妹分別是桃井一重、桃井二重、桃井三重。三胞胎，三人影形不離，在長屋中負責準備三餐。未婚。
鴾田純（配音：荒木香恵周文瑛）
正唯一的女兒，是名護士。性格溫柔體貼，很會照顧別人，但對自己缺乏自信。因戀上一同工作的醫生，途中與醫生私奔，離開了長屋。不過最後明白了自己的真正心意，所以最後回到東京。
鴾田正（配音：高田裕司劉昭文）
純的父親。酒鬼，經常喝到醉醺醺，不去工作，導致妻子離家出走。不過最終成功戒酒，使一家三口能再次團聚。
鴾田美幸（配音：鵜飼留美子謝潔貞）
純的母親。最初因丈夫酗酒而離家出走，最後丈夫戒酒，所以再回到長屋居住。
御納戶志郎
是名雕刻家。沈默寡言，經常舉起V字手勢。

#### 彌生中學校
栗原千朝（配音：柚木涼香黃玉娟）
瑪蓮的班主任。對教師的工作非常有熱誠，很敬仰瑪蓮的婆婆淺蔥本，更稱她為老師。
真乃綠（配音：柚木涼香馬小靈）
彌生中學校三年級，是瑪蓮的前輩。是個不良的少女。在單親的環境下成長，因此同情身為孤兒的瑪蓮。很有正義感，多次協助瑪蓮，可以說是瑪蓮的人生導師。
花園堇（配音：愛河里花子曾佩儀）
瑪蓮的同學，班長。是名優材生，並不討厭瑪蓮。
丹膳隆（配音：伊藤健太郎黃榮璋）
瑪蓮的同學。口頭禪是「反正大家最終都會死」（どうせ皆死ぬんだ），擁有悲觀的性格。
薄墨一信（配音：荒木香恵黃鳳英）
瑪蓮的同學。是個好色小子，經常偷窺瑪蓮的裙底風光。
樺本達也（配音：岩田光央伍秀霞）
瑪蓮的同學。比隆和一信成熟，能理解瑪蓮的處境，是少數在班中不會討厭瑪蓮的人。
彩無A子（配音：西村千奈美周文瑛）
瑪蓮的同學。帶頭欺負瑪蓮的人。
海老茶多摩美（配音：滝沢ロコ）
瑪蓮的同學。與A子一同欺負瑪蓮。
紺野若菜（配音：田丸楓）
瑪蓮的同學。與A子一同欺負瑪蓮。

#### 其他
萌的母親（配音：速見圭伍秀霞）
如月萌的母親。

### 異世界 - 布利加當

#### 摩洛馬基亞
拜安·斯路化（Pyon Silver，配音：高田裕司翟耀輝）
三槍劍士之一，被稱為三槍劍士中最強的生化兵器。左手為散彈槍，右手是聖劍（Excalibur）。貫徹自己的武士道，非常嚴肅，擅長在戰鬥中作出不同的計算。
艾倫·加里特（Erin Garnet，配音：荒木香惠馬小靈）
三槍劍士之一，是三槍劍士唯一一名女性。擅長遠程攻擊，可以利用多個反射盤子使槍擊射到意想不到的位置。同時亦可以反彈對方的攻擊。
古士唐·布朗（Kuston Brown，配音：神谷明黃啟昌）
為填補米蘭的空缺，以三槍劍士後補的身份而製造出來的新型生化兵器。與其說是被變數值改造，不如說是變數值的分身。比起其他槍劍士具有壓倒性的戰鬥能力。
保爾古（Poikun，配音：岩田光央黃榮璋）
移動用摩洛馬基亞，外型像龜一樣，全身為紫色。水陸皆可使用，本體就只有頭部，控制棒是該本體的尾巴。
古沙頓（Kushatohn，配音：柚木涼香）
戰鬥用摩洛馬基亞，非常巨型，全身為金色。女性，能量來源是水，手掌能噴射出高水壓，以此作為攻擊，能把敵人一分為二。
瑪蓮（Marine，配音：KAORI程文意）
古莉絲摩洛馬基亞，無論是外貌、聲音甚至是性格，都幾乎與淺蔥瑪蓮一模一樣。有如鑰匙一般，是作為維持布利加當安定的存在。因布利加當和地球的生長速度不同，外表看似跟淺蔥瑪蓮一樣是13歲，但實際上已經50歲，因此舊日本軍對她非常有興趣，繼而成為了研究對象。不過在過程中突然回到瓶子內，最終於研究所中長眠直到被米蘭等人尋回。
名字的中文翻譯與淺蔥瑪蓮同樣是「瑪蓮」，但在日語中，和在發音上是有少許不同。

#### 中央委員會
露露（Ruru，配音：綠川光黃榮璋）
羅羅的朋友。中央委員會的其中一員，是時空觀測委員長。身體是藍色。
娜娜（Rara，配音：西村千奈美周文瑛）
羅羅的朋友。中央委員會的其中一員，是生物管理委員長。身體是粉紅色，對羅羅抱有好感。
里里（Rere，配音：伊藤健太郎黃啟昌）
中央委員會的其中一員，是復活祭執行委員長。身體是灰色，傲慢，與娜娜是死對頭。
哇哇（Wawa，配音：柚木涼香黎景全）
中央委員會的其中一員，是保安對策委員長。很快便察覺到變數值的存在，於是把剛轉生不久的古莉絲瑪蓮交託給羅羅。
莉莉（Riri，配音：滝沢ロコ）
中央委員會的議長。前後各有一張臉，是羅羅的老師。

### 沙布馬當卡那
庫洛馬（Kuroma，配音：田野中勇）
沙布馬當卡那的主人，住在沙布馬當卡那最高的地方。給予瑪蓮傳說中的摩洛馬基亞「Cosmos Yariya」。屬於比較原始的布利加當人。

## 用語
布利加當
出現在地球上空的異世界，每100年會接近地球一次。擁有高度文明，並非一個星球，而是整個布利加當是一個巨大的生命體。
布利加當人
居住在布利加當的種族。外貌像貓一樣，身上像毛皮一樣的東西其實是衣服。擁有長壽的生命。
摩洛馬基亞
布利加當的生化兵器。由中央委員會開發及管理。因為是生物的一種所以需要透過飲食來獲得能源，有男女區別，會成長，有人型與非人型。跟布利加當人一樣擁有長壽的生命。
玻璃瓶
收納摩洛馬基亞的細小容器。有能讓摩洛馬基亞回復的機能。
復活祭
用收集到的生物情報而進行復活的一個儀式。在各個古莉絲都市進行。
古莉絲
就像鑰匙一樣，是用來實行復活祭的存在。本作中是指古莉絲的瑪蓮，在最終回確定除了瑪蓮以外，有多個古莉絲存在，多數為女性。
芬妮世界
在布利加當中對地球的別稱。
沙布馬當卡那
介乎地球與布利加當之間的世界，布利加當的生命源頭。
中央委員會
布利加當的中心組織，由多名委員長組成。
變數值
一切的黑幕，是威脅所有生命的存在。
相應瓦解
為了保持地球與布利加當的平衝，兩者之間會產生互相交換的破壞現象。
割禮
在這作品中，有「奪取生命」的意思。

## 製作人員
- 原案：矢立肇、米谷良知
- 監督：米谷良知
- 故事構成・劇本：倉田英之
- 系列構成：倉田英之
- 人物原案：水玉螢之丞
- 人物設計：木村貴宏
- 動畫指導：まさひろ山根
- 造型師：安藤賢司
- 設計事務：中原れい、シンクポート、横井孝二、宮豊
- 美術：中村隆
- 色彩設計：吉岡美由紀
- 音樂：吉野裕司、上野洋子
- 製作：SUNRISE、WOWOW、Bandai Visual

## 主題曲
片頭曲
作詞：米谷良知，作曲：吉野裕司，編：Pralltriller，主唱：Ikuko
片尾曲
作詞、作曲、副歌編曲：EPO，編曲：門倉聡
主唱：KAORI
主唱：KAORI、齋藤彩夏（第21話）
插入曲（第26話）
作詞：KAORI，作曲、編曲：河野伸，主唱：KAORI

## 各話列表
| 話數 | 日文標題 | 無線兒童台譯名         | 分鏡                | 演出       | 人物作畫監督   | MONOMAKIA作畫監督   |
| ---- | -------- | ---------------------- | ------------------- | ---------- | -------------- | ------------------- |
| 1    |          | 不明來歷的不倒翁       | 米谷良知            | 米谷良知   | 木村貴宏       | 吉田徹              |
| 2    |          | 深藍色的摩洛馬基亞     | やまざきかずお      | 吉村章     | 寺岡巌         | 寺岡巌              |
| 3    |          | 深灰色的雲層之間       | ワタナベシンイチ    | 山田弘和   | しんぼたくろう | 米山浩平            |
| 4    |          | 尋找彩虹               | 高松信司            | 伊崎知子   | 糸島雅彦       | 中谷誠一            |
| 5    |          | 蒼鳳之瓶               | 大橋誉志光          | 磨積良亜澄 | 寺岡巌         | 寺岡巌              |
| 6    |          | 銀灰色的訪客           | 越智浩仁            | 吉村章     | しんぼたくろう | 米山浩平            |
| 7    |          | 赤熱輝煌的決戰         | 谷口悟朗            | 山田弘和   | 玉川達文       | まさひろ山根        |
| 8    |          | 大海被深成紫藍色的夜晚 | やまざきかずお      | 伊崎知子   | 寺岡巌         | 寺岡巌              |
| 9    |          | 粉紅飛行               | ワタナベシンイチ    | 磨積良亜澄 | 木村貴宏       | 吉田徹              |
| 10   |          | 金光燦爛的古沙多       | 日高政光            | 久城りおん | 糸島雅彦       | 中谷誠一            |
| 11   |          | 折斷的雨傘，黑色的雨   | やまざきかずお      | 鶴田寛     | 寺岡巌         | 寺岡巌              |
| 12   |          | 從漆黑當中振翅高飛     | 加瀬充子            | 山田弘和   | しんぼたくろう | 米山浩平            |
| 13   |          | 布利加當深處的暗黑世界 | 高谷浩利            | 吉村章     | 玉川達文       | まさひろ山根        |
| 14   |          | 萬紫千紅的邊際         | 米谷良知            | 伊崎知子   | 寺岡巌         | 寺岡巌              |
| 15   |          | 七彩繽紛的沙布馬當卡那 | 三好正人            | 磨積良亜澄 | 木村貴宏       | 吉田徹              |
| 16   |          | 金光閃閃的承諾         | 長岡康史            | 久城りおん | 糸島雅彦       | 中谷誠一            |
| 17   |          | 尋找未來的顏色         | 加瀬充子            | 鶴田寛     | 寺岡巌         | 寺岡巌              |
| 18   |          | 我發放出棗紅色的光輝   | 渡辺純央            | 山田弘和   | しんぼたくろう | 米山浩平            |
| 19   |          | 為世界帶來滅亡的方舟   | 西本由紀夫          | 吉村章     | 糸島雅彦       | 中谷誠一            |
| 20   |          | 雪光之下               | 日高政光            | 磨積良亜澄 | 寺岡巌         | 寺岡巌              |
| 21   |          | 永恆的友情             | 加瀬充子            | 鶴田寛     | 木村貴宏       | 吉田徹              |
| 22   |          | 穿越鐵鏽的牆壁         | 越智浩仁            | 山田弘和   | 糸島雅彦       | まさひろ山根        |
| 23   |          | 褐色的化身             | 渡辺純央            | 吉村章     | しんぼたくろう | 米山浩平            |
| 24   |          | 生命好像玻璃般脆弱     | 加瀬充子 東海林真一 | 磨積良亜澄 | 寺岡巌         | 寺岡巌              |
| 25   |          | 一瞬間化成白茫茫       | 日高政光            | 久城りおん | 糸島雅彦       | 中谷誠一            |
| 26   |          | 再見了，瑪蓮‧布魯      | 米谷良知            | 米谷良知   | 木村貴宏       | 吉田徹 まさひろ山根 |

## 外部連結
- アニメ「BRIGADOON まりんとメラン」公式サイト （页面存档备份，存于） （日語）
- SUNRISE官方網站內的作品介紹 （页面存档备份，存于） （日語）